# Uliczno (Ukraina)
Uliczno – wieś na Ukrainie w rejonie drohobyckim należącym do obwodu lwowskiego.